# Dave Thomas

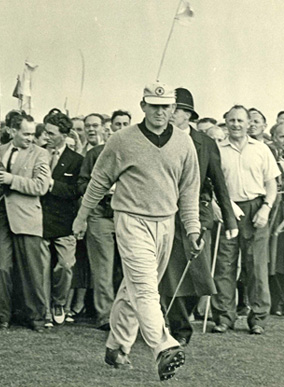
Dave Thomas tijdens British Open 1958 in Royal Lytham

Dave Thomas (Newcastle, 16 augustus 1934 – Spanje, 27 augustus 2013) was een golfprofessional en golfbaanarchitect uit Wales. 
Zijn ouders komen uit Mountain Ash (Wales). Thomas werd in 1949 professional en ging werken als assistent-pro. Langzamerhand ging hij meer toernooien spelen en zelfs heeft hij in 1964 zijn geluk in de Verenigde Staten beproefd en daar de Masters en het US Open gespeeld. Hij speelde veertien keer in het Brits Open en eindigde vier keer in de top-10. In 1958 verloor hij de 36-holes play-off van Australiër Peter Thomson en in 1966 werd hij 2de achter Jack Nicklaus in Muirfield.
In de jaren dat hij de World Cup en de Ryder Cup speelde, was het team van de Verenigde Staten vaak oppermachtig.
Thomas stond bekend als een longhitter. Tijdens het Open op Hoylake, Liverpool, heeft hij zijn bal op de green van een par 4 van 384 meter geslagen. 
Hij speelde voor Wales mee aan de World Cup of Golf, dat heette toen nog de Canada Cup.
Na zijn pensioen als golfer kreeg hij rug- en oogproblemen, maar ging toch golfbanen ontwerpen. Hij heeft zeker 100 golfbanen ontworpen over de gehele wereld. Zoals Brabazon, Derby en The Belfry.
Hij gaat in Spanje wonen en is daar overleden op 79-jarige leeftijd.

## Gewonnen
Hij speelde in de jaren dat de huidige Europese Tour nog niet bestond, maar de spelers reisden ook toen al veel. Hij won onder meer:
- 1955: Belgian Open
- 1958: Dutch Open, Caltex Tournament (Nieuw-Zeeland)
- 1959: French Open
- 1961: Esso Golden Tournament (tie met Peter Thomson)
- 1962: Esso Golden Tournament
- 1963: News of the World Match Play, Olgiata Trophy (Rome)
- 1965: Silent Night Tournament (tie met Jimmy Martin) op Moortown
- 1966: Esso Golden Tournament, Swallow-Penfold Tournament, Jeyes Pro-Am
- 1968: Penfold Tournament
- 1969: Graham Textiles Champion, Pains Wessex Champion

## Teams
- Ryder Cup: 1959, 1963, 1965, 1967
- World Cup: 1957, 1958, 1959, 1960, 1961, 1962, 1963, 1966, 1967, 1969, 1970

- Library of Congress Control Number: nb90064926
- Virtual International Authority File: 14257041
- WorldCat: E39PBJmXMTP7hVVkT8PRQdPvpP